# Майны
Майны (лат. Acridotheres) — род певчих птиц из семейства скворцовых (Sturnidae). Представители рода распространены в Азии от Ирана на восток до юга Китая, а также в Индонезии.

## Виды
В состав рода включают 11 видов:
- Acridotheres albocinctus Godwin-Austen & Walden, 1875 — Ошейниковая майна
- Acridotheres burmannicus (Jerdon, 1862) — Камбоджийский скворец
- Acridotheres cinereus Bonaparte, 1850
- Acridotheres cristatellus (Linnaeus, 1758) — Хохлатая майна
- Acridotheres fuscus (Wagler, 1827) — Бурая майна
- Acridotheres grandis Moore, 1858 — Большая майна
- Acridotheres ginginianus (Latham, 1790) — Береговая майна
- Acridotheres javanicus Cabanis, 1851
- Acridotheres leucocephalus Giglioli & Salvadori, 1870
- Acridotheres melanopterus (Daudin, 1800) — Чернокрылый скворец
- Acridotheres tristis (Linnaeus, 1766) — Обыкновенная майна

## Биология
Питаются фруктами, нектаром и насекомыми.